# Vit päls
Vit päls är ett svenskt musikprojekt av Malmö-musikern Carl Johan Lundgren. Tidigare var det namnet på ett band, bildat 2004 av Lundgren, som vid dess nedläggning 2014 förutom Lundgren bestod av Siri af Burén, Hannes Bylund, Johannes Dontsios, Jens Löfkvist, Sofia Westerlund och Klas Sjöberg. Bandet har fått kultstatus inom den svenska indiescenen och har spelat på flera svenska festivaler, bland andra Way Out West, Popaganda och Arvikafestivalen. Det genomförde sin sista spelning på Popaganda i Stockholm den 30 augusti 2014.
I februari 2020 släppte bandet en nyinspelad singel, "Delade en dröm", samt två tidigare outgivna album på strömningstjänster. Däremot fanns det inga planer på en återförening eller ytterligare ny musik. I september 2022 släpptes singeln "Om inte annat skulle jag få bada" av Lundgren i samarbete med Vindla String Quartet. Samtidigt avslöjades planer på ett nytt album under namnet Vit päls som nu enbart skulle bestå av Lundgren i samarbete med andra musiker. Den 1 september 2023 släpptes det nya albumet "Back in päls" via Adrian Recordings. Totalt sex singlar släpptes innan albumet, bland annat "På nätterna drömmer jag" i samarbete med Alice Boman och Julia Ringdahl.
Vit Päls omnämns i Billie the Vision and the Dancers låtar Go to hell; "I'm gonna sing in the white fur choir tonight somehow", och One more full length record; "The white fur family saved my soul temporarily, Charlie said he needed some peeps in the choir".

## Diskografi

### Studioalbum
- Nu var det i alla fall så, 2010
- Nånstans ska man va, 2012
- Ägd, 2013
- Back in päls, 2023

### EP
- Det har varit ett sjukt år, 2009
- Piren Soundtrack, 2011
- Studio Möllan Sessions, 2011

### Singlar
- Beach 2011, 2011
- Död och evigt mörker, 2013
- Slicket, 2014
- Delade en dröm, 2020